# みついし昆布温泉 蔵三
みついし昆布温泉 蔵三（ - こんぶおんせんくらぞう）は、北海道日高郡新ひだか町三石鳧舞にある町営の温泉宿泊施設である。2005年旧三石温泉施設の立替として2006年オープンした。道の駅みついしおよび三石海浜公園に隣接している。指定管理者制度を導入しており、指定管理者は株式会社アンビックス。

## 泉質
| 泉質   | 泉温   | 知覚的試験                                  |
| ------ | ------ | ------------------------------------------- |
| 冷鉱泉 | 10.4度 | ほとんど無色 澄明微量の沈殿物有り 無味 無臭 |

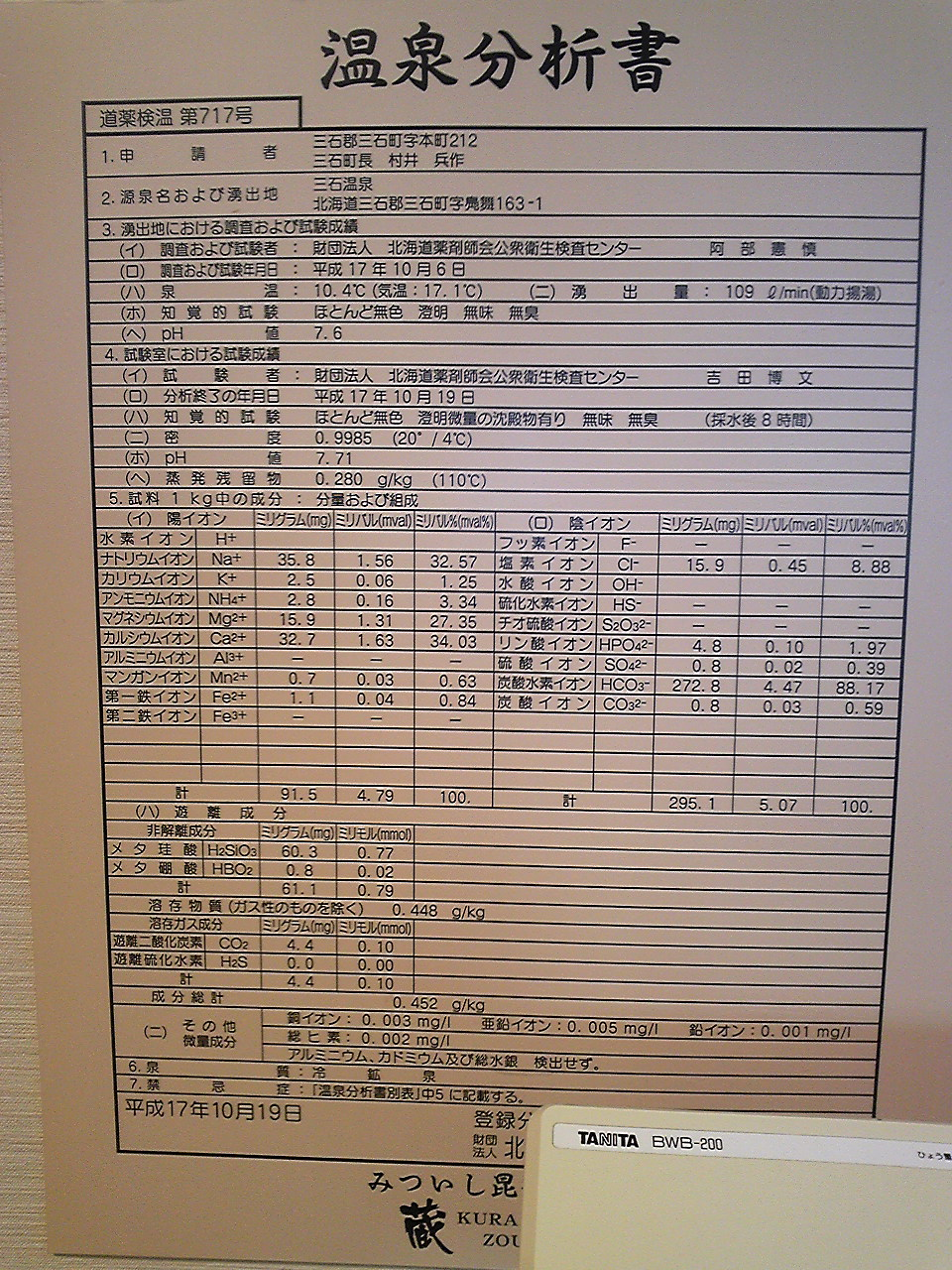
脱衣場に表記してある温泉分析表

従来からの三石温泉の源泉を使用。加温濾過循環式。日帰り入浴可能。
内湯は大浴場、昆布湯、ジャグジー風呂、水風呂、サウナがあり露天風呂もある。
なお、露天風呂は特徴的で船の形をしている。露天風呂からは海浜公園や海が見える。

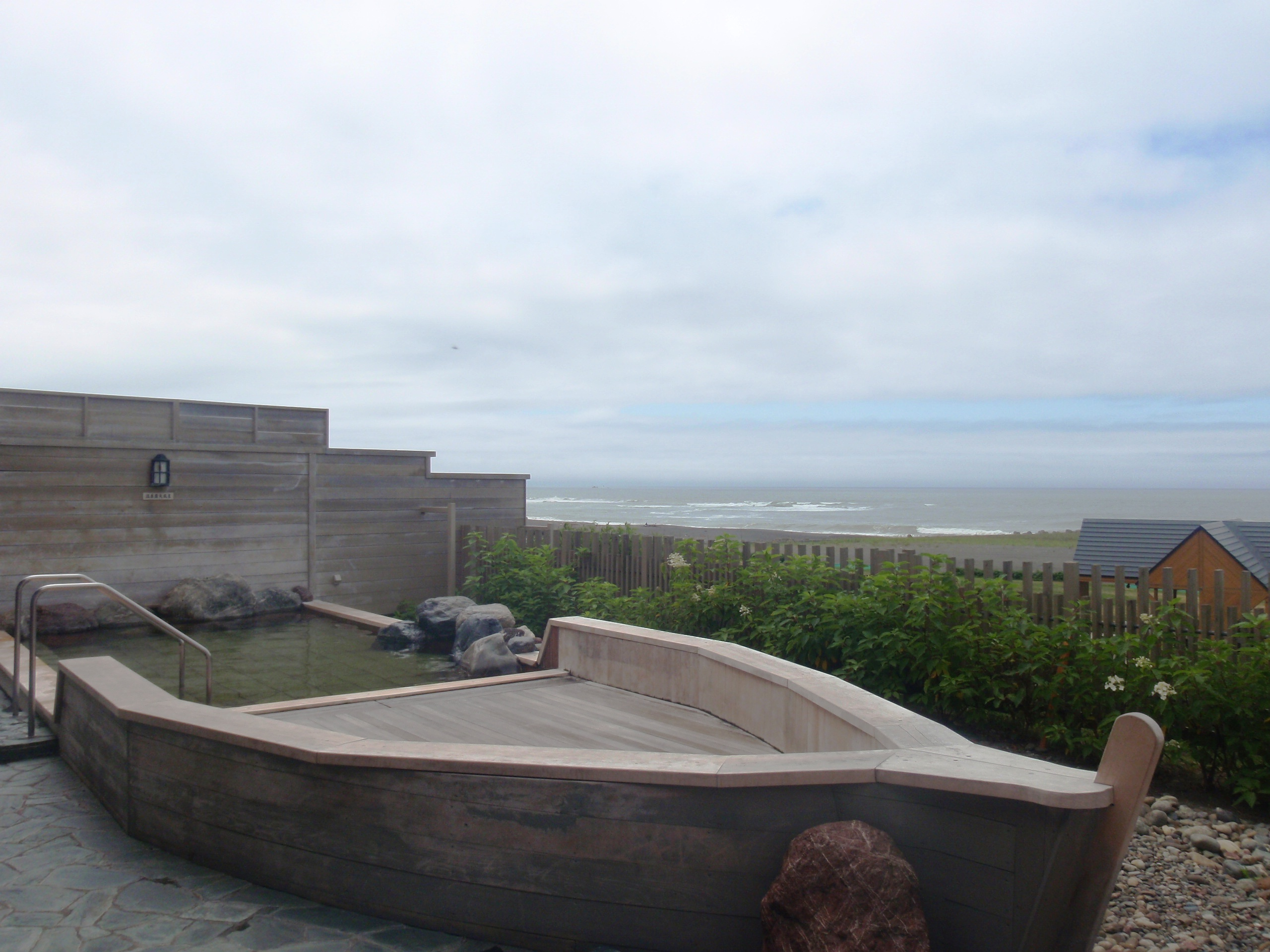
露天風呂は特徴的な和船の形をしている。（写真は男風呂）

## 歴史
- 2005年（平成17年）6月30日 - 旧三石温泉が老朽化に伴い閉鎖。
- 2006年（平成18年）
  - 3月31日 - 三石町と静内町が合併し新ひだか町誕生。
  - 7月13日 - 道の駅みついしに隣接した場所に「みついし昆布温泉 蔵三」をオープン。
- 2020年（令和2年）1月1日 - 大人入浴料金を値上げ。

## 施設

### 温泉施設
- 露天風呂、大浴場、昆布湯、ジャグジー、サウナ
  - サウナの利用時間は浴場の利用時間と異なる。
  - 日帰り温泉には地元漁師や近隣の海浜公園利用者向けに朝湯がある。

### 宿泊施設
- 客室（全16室）
  - 部屋の種類は大きく3つに分けられる。
    - 露天風呂付和室
    - 和室
    - 洋室
- 宿泊者専用ラウンジ
  - 宿泊者向けにコーヒーマシンや紅茶等を設置している。
- シャンプーバー
  - 宿泊者専用にお好みのシャンプーを選べるシャンプーバーを設置している。

### 飲食施設
- レストラン旅篭（はたご）
  - この施設唯一の飲食施設。朝は宿泊者の朝食会場になる。

### その他施設
- 無料休憩所
  - 日帰り入浴客の休憩室。テレビや自販機、無料飲料水がある。

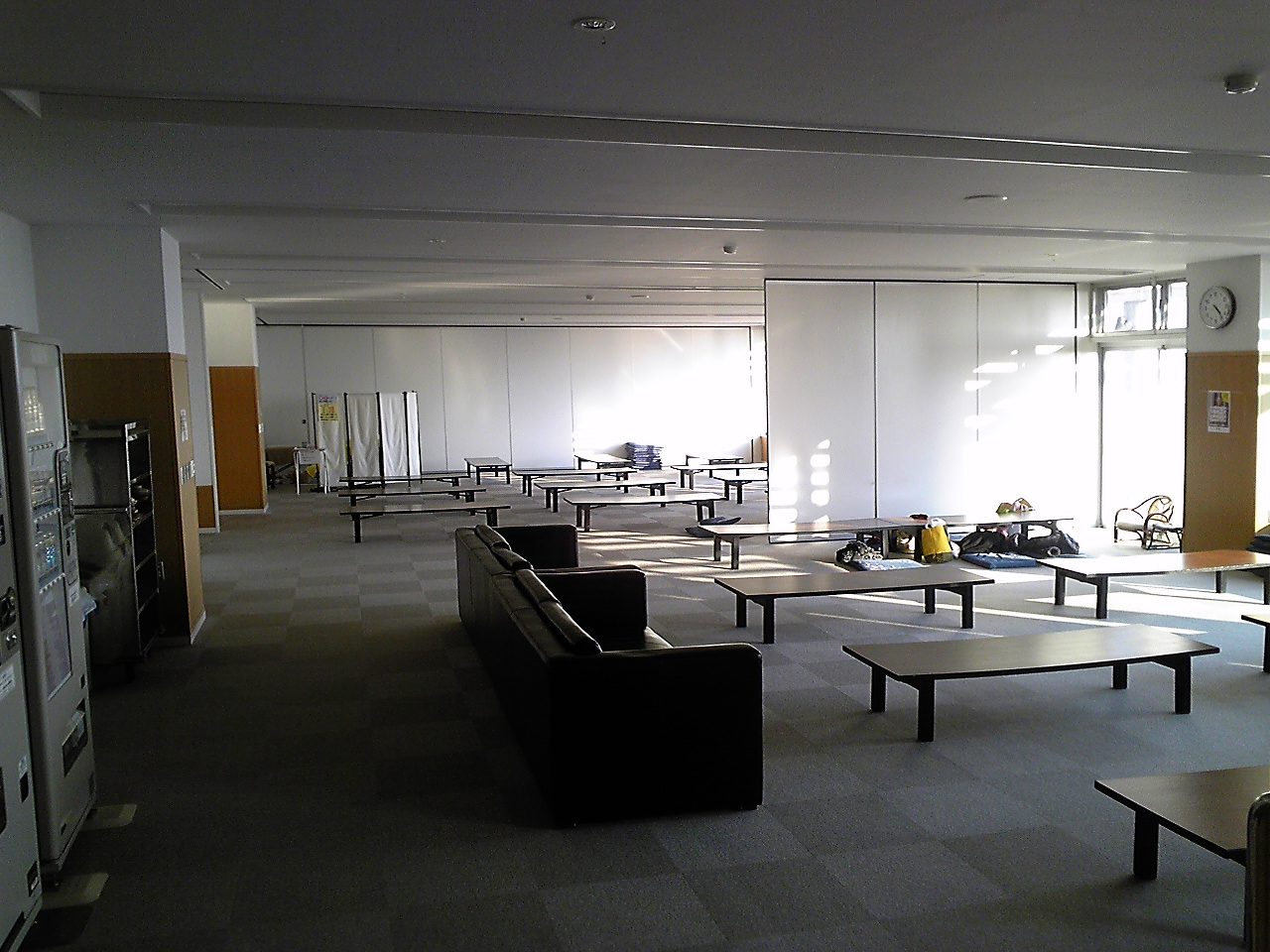
無料休憩所。自動販売機やテレビが置いてある

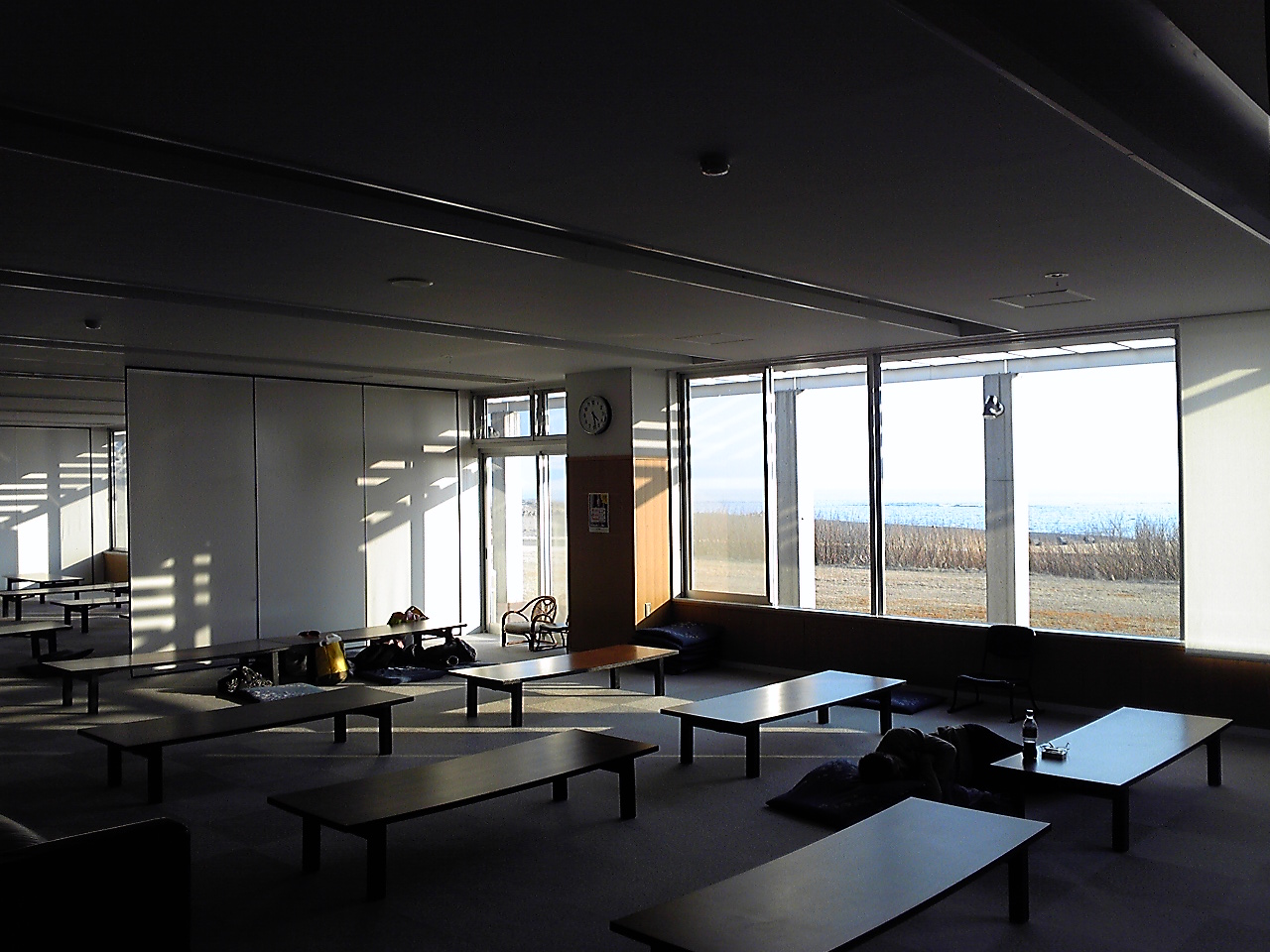
無料休憩所

- マッサージコーナー
- 売店
- 宴会場
  - ご法要などに使われる。
- 研修室

### オリジナルキャラクター
- 蔵王様（くらおうさま）

## アクセス
- 旧・JR日高本線日高三石駅よりタクシーで約10分。
- 道南バス、ジェイ・アール北海道バス日勝線「三石温泉」停留所